# Friedrich Rosen
Friedrich Rosen (født 30. august 1856 i Leipzig, død 27 november 1935 i Peking), var en tysk diplomat og sprogvidenskabsmand, søn af Georg Rosen. Han var kortvarigt udenrigsminister i Weimarrepublikken i 1921.
Rosen studerede i Berlin, Leipzig og Göttingen samt i Paris. Har foretog studierejser til Indien (1886-87) og til Persien (1887). Han blev 1880 lærer i hindustani ved Friedrich-Vilhems-universitetet i Berlin og var 1891-99 første dragoman ved tyske delegation i Teheran.
År 1899 blev Rosen tysk konsul i Jerusalem og 1900 rådgiver i orientalske forhold for det tyske udenrigsministerium. I 1904 blev han udsendt til ambassaden i Negus Menilek i Abessinien, hvor han indgik en handelstraktat. Han var 1905-10 tysk gesandt i Tanger og i 1905-06 en af Tysklands delegerede på Algeciraskonferencen.
Rosen blev i 1910 forflyttet til Bukarest og i 1912 Lissabon, som han forlod, da de diplomatiske forbindelser blev afbrudt mellem Tyskland og Portugal i marts 1916. Han blev i oktober samme år tysk gesandt i Haag og var udenrigsminister i Joseph Wirths første ministerium, maj-oktober 1921.
Han udgav blandt andet tyrkiske og persiske parlører og i 1898 en lærebog i persisk grammatik.